# Осмер, Алексей Алексеевич
Алексей Алексеевич Осмер (30 марта 1909, Пятигорск, Терская область — 3 марта 1981, Москва) — советский архитектор, организатор проектного дела.

## Биография
Алексей Осмер родился 30 марта 1909 года в Пятигорске. Начал трудовую деятельность в возрасте 14 лет. В 1929—1934 годах учился в Московском архитектурном институте (МАРХИ). В 1934—1935 годах работал архитектором в институте «Промстройпроект». В 1938—1940 годах преподавал в МАРХИ. Руководил партийной организацией института и одновременно учился в аспирантуре. В 1940—1941 годах — инструктор Управления кадров ЦК ВКП(б). В 1941—1944 годах — парторг треста Магнитострой, занимавшегося строительством Магнитогорского металлургического комбината.
С 1945 по 1952 год работал в Киеве. Был начальником Госудерственных архитектурных мастерских, преобразованных в дальнейшем в институт «Киевпроект». На посту директора института А. А. Осмер занимался вопросами реконструкции и застройки Киева. Он был автором секций многоэтажных жилых домов, строившихся в городе. Спроектировал и построил комплекс зданий энерготехникума, административное здание Минпромстроя УССР на Крещатике, ряд жилых и общественных зданий. Руководил разработкой проектов и внедрением в строительство художественной и конструктивной керамики. Одновременно являлся заместителем главного архитектора Киева и членом архитектурного совета при главном архитекторе. Принимал активное участие в создании генерального плана города, занимался решением вопросов комплексной застройки. Параллельно занимался преподавательской деятельностью.
С 1952 по 1962 год А. А. Осмер занимал должность директора института «Моспроект». Был членом парткома института. Руководил авторскими коллективами, осуществлявшими застройку Юго-Запада, районов Хорошёво-Мнёвники, Фили-Мазилово, Черёмушки, Кузьминки, строительство стадиона «Лужники»,  Кремлёвского дворца съездов и зданий на Новом Арбате.
В 1962—1963 годах — начальник управления по проектированию Всемирной выставки 1967 года в Москве. В 1963 году — начальник управления «Моспроект-2». С 1963 года и до конца жизни — заместитель начальника Главного архитектурно-планировочного управления города Москвы (ГлавАПУ).
Член КПСС с 1930 года. Неоднократно избирался депутатом Московского городского совета и Советского районного совета города Москвы. Член Союза архитекторов СССР с 1938 года. Член правления Союза архитекторов СССР, заместитель председателя ревизионной комиссии Союза советских архитекторов.
Увлекался живописью. Автор этюдов и пейзажей, которые, по словам архитектора И. Г. Бирюкова «проникнуты глубоким лиризмом и чутким пониманием природы, а уверенность и мастерство исполнения свидетельствовали о зрелости художника». Принимал участие в художественных выставках ГлавАПУ. Участвовал в архитектурных конкурсах.
Жил в Москве рядом с институтом «Моспроект» по адресу: Нововасильевский переулок, дом 6. Умер 3 марта 1981 года.

## Награды
- три ордена Трудового Красного Знамени[2]
- орден «Знак Почёта»[2]